# کمدی زامبی

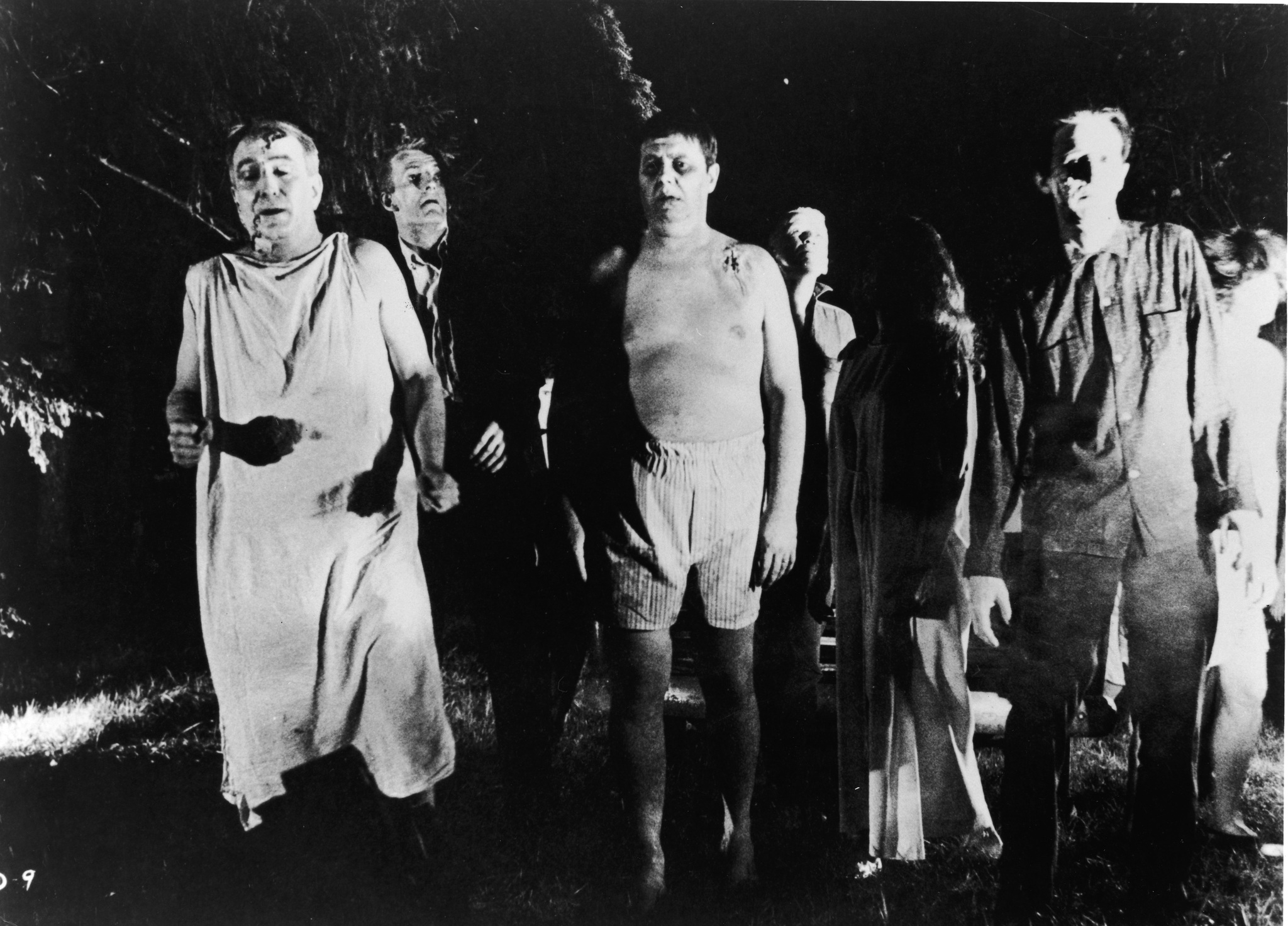
زامبی هایی که در فیلم شب مردگان زنده به تصویر کشیده شده اند

کمدی زامبی (انگلیسی: Zombie comedy) معروف به زام‌کام یا زامدی، ژانری است که بن‌مایه‌های ترسناک زامبی را با کمدی بزن‌بکوب و همچنین کمدی سیاه ترکیب می‌کند. برای نمونه می‌توان به شان می‌میرد (۲۰۰۴) و سرزمین زامبی‌ها (۲۰۰۹) اشاره کرد.

## تاریخچه
ریشه‌های اولیه این ژانر را می‌توان در فیلم‌های «پادشاه زامبی‌ها» ساخته ژان یاربرو (۱۹۴۱) و «زامبی‌های برادوی» اثر گوردون داگلاس (۱۹۴۵) یافت. هر دوی این فیلم‌ها به زامبی‌هایی به سبک هائیتی وودو می‌پردازند. طلوع مردگان (۱۹۷۸) و روز مردگان (۱۹۸۵) ساخته جرج آ. رومرو، اگرچه کمدی نبود، اما چندین صحنه کمدی و تفسیر طنز دربارهٔ جامعه را به‌نمایش گذاشت. گرگ‌نمای آمریکایی در لندن (۱۹۸۱) و سریال بازگشت مردگان زنده (۱۹۸۵) (به‌ویژه دو قسمت اول و آخر مجموعه) را می‌توان از اولین نمونه‌های کمدی زامبی با استفاده از زامبی مدرن در نظر گرفت. نمونه‌های دیگر عبارتند از: آقای خون‌آشام (۱۹۸۹)، مخ‌تعطیل (۱۹۹۲)، و بیوزیستی (۱۹۹۸).
شان می‌میرد ساخته ادگار رایت (۲۰۰۴) یک فیلم کمدی زامبی مدرن محبوب است، یک کمدی زامبی رمانتیک، یا روم‌زام‌کم (به انگلیسی: RomZomCom), با شوخی‌ها و ارجاعات زیادی به جورج آ. رومرو. فیلم‌های مرده و طلوع مردگان هستند. دیگر کمدی‌های زامبی محبوب عبارتند از: رقص مردگان، گرگ اسقف (۲۰۰۸) و فیلم سرزمین زامبی‌ها محصول (۲۰۰۹).
فیدوی اندرو کوری، مردگان و صبحانه متیو لوت‌ویلر، و مخ‌تعطیل از پیتر جکسون نیز نمونه‌هایی از کمدی‌های زامبی هستند. مرده شریر ۲ از سام ریمی، اگرچه یک فیلم ترسناک است، اما حاوی عناصر کمدی سبک و تاریک است و در دنباله آن، ارتش تاریکی، کمدی‌تر است.

## نمونه‌ها
فیلم‌هایی که می‌توان آن‌ها را کمدی زامبی نامید عبارتند از:
- آقای خون‌آشام (۱۹۸۵)
- احیاگر (۱۹۸۵)[۱۰]
- بازگشت مردگان زنده (۱۹۸۵)
- زامبی‌های ردنک (۱۹۸۶)
- خزندگان شب (۱۹۸۶)
- گرمای مرده (۱۹۸۸)
- ارتش تاریکی (۱۹۹۲)
- مخ‌تعطیل (۱۹۹۲)
- بازگشت دوست‌پسرم (۱۹۹۳)
- بیوزامبی (۱۹۹۸)
- دست‌های بیکار (۱۹۹۹) با بازی دوون ساوا و ست گرین
- شان می‌میرد (۲۰۰۴)
- زامبی توکیو (۲۰۰۵)
- فیدو (۲۰۰۶)
- رقص مردگان (۲۰۰۸)
- زامبی استریپرز (۲۰۰۸)
- برف مرده (۲۰۰۹)
- سرزمین زامبی‌ها (۲۰۰۹) با بازی وودی هرلسون، جسی آیزنبرگ، اما استون و ابیگیل برسلین
- سرمردگان (۲۰۱۱)
- بازداشت مردگان (۲۰۱۲)
- پارانورمن (۲۰۱۲)[۱۱]
- باک وایلد (۲۰۱۳)
- بدن‌های گرم (۲۰۱۳)
- برو گوآ رفته (۲۰۱۳)، فیلم هندی
- دفن کردن دوست‌دختر سابق (۲۰۱۴)[۱۲]
- برف مرده ۲ (۲۰۱۴)، ایسلندی-نروژی
- زندگی پس از بث (۲۰۱۴)[۱۳]
- شپش‌ها (۲۰۱۴)
- راهنمای پیشاهنگ‌ها به دوره آخرالزمان زامبی‌وار (۲۰۱۵)
- شب زنده‌دار (۲۰۱۵)
- غرور و تعصب و زامبی‌ها (۲۰۱۶)[۱۰]
- برشی از مردگان (۲۰۱۷)، یک فیلم ژاپنی کم‌هزینه
- مرده‌ها نمی‌میرند (۲۰۱۹)[۱۰]
- سرزمین زامبی‌ها: شلیک نهایی (۲۰۱۹)، دنباله سرزمین زامبی‌ها
- هیولاهای کوچک (۲۰۱۹)
- آکواریوم مردگان (۲۰۲۱)
- زومبیولی (۲۰۲۲)